# Campionati europei di atletica leggera 2018 - 400 metri ostacoli femminili
I 400 metri ostacoli femminili ai campionati europei di atletica leggera 2018 si sono svolti il 7 e il 10 agosto 2018.

## Podio
| Oro     | Léa Sprunger Svizzera        |
| Argento | Anna Ryzhykova Ucraina       |
| Bronzo  | Meghan Beesley Gran Bretagna |

## Record
Prima di questa competizione, il record del mondo (RM), il record europeo (EU) ed il record dei campionati (RC) erano i seguenti:
| Record                | Prestazione | Atleta                    | Data                                  | Competizione |
| --------------------- | ----------- | ------------------------- | ------------------------------------- | ------------ |
| Record mondiale       | 52"34       | Jordanka Donkova Bulgaria | 20 agosto 1988 Stara Zagora, Bulgaria |              |
| Record europeo        | 52"34       | Jordanka Donkova Bulgaria | 20 agosto 1988 Stara Zagora, Bulgaria |              |
| Record dei campionati | 52"92       | Natal'ja Antjuch Russia   | 30 luglio 2010 Barcellona, Spagna     | Europei 2010 |

## Risultati

### Batterie
Le batterie si sono svolte l'8 agosto 2018 alle 10:10.
Passano alle semifinali le prime tre atlete di ogni batteria (Q) e le tre atlete con i migliori tempi tra le escluse (q).
| Pos. | Batteria | Corsia | Nome                    | Nazionalità                 | Tempo   | Note                          |
| ---- | -------- | ------ | ----------------------- | --------------------------- | ------- | ----------------------------- |
| 1    | 2        | 6      | Vera Rudakova           | Atleti Neutrali Autorizzati | 56"24   | Q                             |
| 2    | 3        | 8      | Robine Schürmann        | Svizzera                    | 56"35   | Q                             |
| 3    | 3        | 7      | Mariya Mykolenko        | Ucraina                     | 56"39   | Q                             |
| 4    | 1        | 2      | Joanna Linkiewicz       | Polonia                     | 56"66   | Q                             |
| 5    | 2        | 5      | Sanda Belgyan           | Romania                     | 56"68   | Q                             |
| 6    | 2        | 7      | Margo Van Puyvelde      | Belgio                      | 56"70   | Q                             |
| 7    | 1        | 8      | Kirsten McAslan         | Gran Bretagna               | 56"78   | Q                             |
| 8    | 3        | 4      | Justien Grillet         | Belgio                      | 56"94   | Q                             |
| 9    | 1        | 5      | Aurélie Chaboudez       | Francia                     | 57"08   | Q                             |
| 10   | 3        | 6      | Sara Gallego            | Spagna                      | 57"18   | q                             |
| 11   | 2        | 3      | Justyna Saganiak        | Polonia                     | 57"24   | q                             |
| 12   | 1        | 3      | Yasmin Giger            | Svizzera                    | 57"40   | q                             |
| 13   | 1        | 4      | Elif Gören              | Turchia                     | 57"53   |                               |
| 14   | 3        | 3      | Johanna Holmén Svensson | Svezia                      | 57"55   | Miglior prestazione personale |
| 15   | 3        | 2      | Anna Sjoukje Runia      | Paesi Bassi                 | 57"76   |                               |
| 16   | 1        | 7      | Daniela Ledecká         | Slovacchia                  | 57"81   | Miglior prestazione personale |
| 17   | 2        | 8      | Viivi Lehikoinen        | Finlandia                   | 58"43   |                               |
| 18   | 2        | 4      | Emma Zapletalová        | Slovacchia                  | 58"46   |                               |
| 19   | 1        | 6      | Linda Olivieri          | Italia                      | 58"47   |                               |
| 20   | 3        | 5      | Elisabeth Slettum       | Norvegia                    | 58"56   |                               |
| 21   | 2        | 2      | Drita Islami            | Macedonia                   | 1'02"23 |                               |

### Semifinale
Oltre alle atlete qualificatisi nel primo turno, hanno avuto accesso direttamente alle semifinali le dodici atlete che avevano il miglior ranking europeo prima della manifestazione. Questi atlete sono: Lea Sprunger, Eilidh Doyle, Yadisleidy Pedroso, Ayomide Folorunso, Zuzana Hejnová, Hanne Claes, Amalie Iuel, Meghan Beesley, Viktoriya Tkachuk, Anna Ryzhykova, Sara Slott Petersen e Line Kloster.
Passano alla finale le prime due atlete di ogni batteria (Q) e le due atlete con i migliori tempi tra le escluse (q).
| Pos. | Semifinale | Corsia | Nome                | Nazionalità                 | Tempo | Note                                     |
| ---- | ---------- | ------ | ------------------- | --------------------------- | ----- | ---------------------------------------- |
| 1    | 3          | 3      | Anna Ryzhykova      | Ucraina                     | 54"82 | Q                                        |
| 2    | 2          | 3      | Léa Sprunger        | Svizzera                    | 55"04 | Q                                        |
| 3    | 3          | 4      | Yadisleidy Pedroso  | Italia                      | 55"13 | Q                                        |
| 4    | 1          | 4      | Eilidh Doyle        | Gran Bretagna               | 55"16 | Q                                        |
| 5    | 3          | 6      | Meghan Beesley      | Gran Bretagna               | 55"21 | q                                        |
| 6    | 3          | 8      | Vera Rudakova       | Atleti Neutrali Autorizzati | 55"24 | q                                        |
| 7    | 2          | 5      | Viktoriya Tkachuk   | Ucraina                     | 55"37 | Q                                        |
| 8    | 2          | 4      | Ayomide Folorunso   | Italia                      | 55"69 |                                          |
| 9    | 1          | 3      | Hanne Claes         | Belgio                      | 55"75 | Q                                        |
| 10   | 2          | 6      | Line Kloster        | Norvegia                    | 55"78 |                                          |
| 11   | 1          | 6      | Amalie Iuel         | Norvegia                    | 55"81 |                                          |
| 12   | 1          | 7      | Robine Schürmann    | Svizzera                    | 55"89 |                                          |
| 13   | 3          | 5      | Zuzana Hejnová      | Rep. Ceca                   | 56"03 |                                          |
| 14   | 2          | 8      | Joanna Linkiewicz   | Polonia                     | 56"06 |                                          |
| 15   | 2          | 7      | Aurélie Chaboudez   | Francia                     | 56"19 | Miglior prestazione personale stagionale |
| 16   | 1          | 8      | Mariya Mykolenko    | Ucraina                     | 56"35 |                                          |
| 17   | 3          | 1      | Yasmin Giger        | Svizzera                    | 56"81 |                                          |
| 18   | 1          | 5      | Sara Slott Petersen | Danimarca                   | 56"91 |                                          |
| 19   | 3          | 2      | Sara Gallego        | Spagna                      | 57"25 |                                          |
| 20   | 2          | 2      | Kirsten McAslan     | Gran Bretagna               | 57"33 |                                          |
| 21   | 2          | 1      | Justien Grillet     | Belgio                      | 57"40 |                                          |
| 22   | 1          | 1      | Sanda Belgyan       | Romania                     | 57"51 |                                          |
| 23   | 1          | 2      | Justyna Saganiak    | Polonia                     | 57"71 |                                          |
|      | 3          | 7      | Margo Van Puyvelde  | Belgio                      | dns   |                                          |

### Finale
| Pos. | Corsia | Nome               | Nazionalità                 | Tempo | Note                                     |
| ---- | ------ | ------------------ | --------------------------- | ----- | ---------------------------------------- |
|      | 3      | Léa Sprunger       | Svizzera                    | 54"33 | Miglior prestazione europea stagionale   |
|      | 5      | Anna Ryzhykova     | Ucraina                     | 54"51 | Miglior prestazione personale stagionale |
|      | 1      | Meghan Beesley     | Gran Bretagna               | 55"31 |                                          |
| 4    | 7      | Hanne Claes        | Belgio                      | 55"75 |                                          |
| 5    | 4      | Yadisleidy Pedroso | Italia                      | 55"80 |                                          |
| 6    | 2      | Vera Rudakova      | Atleti Neutrali Autorizzati | 55"89 |                                          |
| 7    | 8      | Viktoriya Tkachuk  | Ucraina                     | 56"15 |                                          |
| 8    | 6      | Eilidh Doyle       | Regno Unito                 | 56"23 |                                          |